# Wandersmann-Nord-Tunnel
Der Wandersmann-Nord-Tunnel (auch: Tunnel Wandersmann Nord) ist ein 1,1 km langer, doppelröhriger, Tunnel der Bahnstrecke Breckenheim–Wiesbaden.
Er markiert das nördliche Ende der 13 km langen Strecke, die die Landeshauptstadt Wiesbaden an die Schnellfahrstrecke Richtung Köln anbindet.
Er unterquert bei Wallau, in der Nähe des Wiesbadener Kreuzes die Bundesautobahn 3. Die östliche Röhre unterfährt darüber hinaus höhenfrei die nach Frankfurt führende Schnellfahrstrecke.
Der Tunnel nimmt zwei Gleise in Fester Fahrbahn (Bauart Rheda-Dywidag) mit Linienzugbeeinflussung auf, die planmäßig mit 160 km/h befahren werden können.

## Name
Die Röhren tragen den Namen Wandersmann nach einem Sandsteinobelisk, der als Denkmal an die unter Friedrich August Herzog von Nassau zwischen Wiesbaden und Höchst 1813 erbaute Straße erinnert. Nachdem während der Bauphase eine Bauhütte an diesem Standort gelegen war, wurde danach ein Wirtshaus eröffnet, das 1850 in Zum Wandersmann umbenannt und 1958 abgerissen wurde. Der Obelisk Wandersmann steht heute, nachdem er zweimal (zuletzt 1982) versetzt wurde, zwischen der A66 und A3 auf der Wallauer Seite.

## Verlauf
Der Tunnel gliedert sich in die östlich verlaufende Röhre Nord 1 (1145 m), die planmäßig Züge Richtung Wiesbaden aufnimmt, und Nord 2 (1090 m) für Züge Richtung Köln. Die Röhre Nord 2 unterquert zusätzlich die Neubaustrecke südlich des Abzweigs Breckenheim. Die Bundesautobahn 3 wird in südwestlicher Richtung bei einer Überdeckung von rund 20 Metern unterquert.
Ein Notausgang führt unmittelbar östlich der Schnellfahrstrecke  an die Oberfläche. Zwei je rund 20 m lange Querstollen führen dabei aus beiden Röhren zu einem mittig liegenden Schacht, der über Treppen an die Oberfläche führt. Der westliche Stollen liegt dabei weniger als zehn Meter unterhalb der Schnellfahrstrecke. Über weitere Treppen wird ein Rettungsplatz erreicht.
In südwestlicher Richtung schließt der Wandersmann-Süd-Tunnel an die Röhren an.

### Geologie
Der Tunnel liegt in tertiärem Rupelton wechselnder Konsistenz, der auf einem stark tonigen Kies-Sand-Gemisch liegt.

## Geschichte

### Planung
Ende 1995 lag die geplante Länge des Bauwerks bei 1000 m.
Das Schildvortriebsverfahren wurde aufgrund der geologischen und hydrologischen Verhältnisse im Planfeststellungsbeschluss festgelegt. Das anliegende Material (Ton, mit stark tonigen Sand-Kies-Gemischen) würde bei konventionellen Vortriebsverfahren leicht abrutschen und eine Gefahr für die Mineure darstellen.

### Bau
Der Tunnel zählt zum Baulos C der Neubaustrecke und wurde von einer Arbeitsgemeinschaft  errichtet. Die Tunnelpatenschaft hatte Heidemarie Wieczorek-Zeul übernommen. Der Tunnel wurde in der Bauphase entsprechend als Heidemarie-Tunnel bezeichnet.
Die Tunnel wurden aus zwei Baugruben westlich der Bundesautobahn vorgetrieben, bei einer Überdeckung von anfangs 6,5 m. Mittels einer Grundwasserabsenkung wurde die Standsicherheit des Hanges vor Beginn der Baumaßnahmen mittels Großbohrpfählen erhöht. Mitte 1998 waren die Baugruben für den Tunnel in Bau. Darüber hinaus wurde der Grundwasserspiegel in diesem Bereich während der Bauzeit abgesenkt.
Der Vortrieb der Röhre Wiesbaden–Köln erfolgte zwischen Dezember 1998 bis Juli 1999. Der symbolische Tunnelanschlag wurde am 19. Februar 1999 gefeiert. Die zweite Röhre wurde zwischen Januar und April 2000 errichtet. Zwischen den beiden Bauphasen wurde die Maschine in der nördlichen Zielbaugrube abgebaut und zurück in die Anfangsgrube transportiert. Nach Abschluss des zweiten Vortriebs wurde der innere Teil der Schildmaschine demontiert, der äußere verblieb im Boden und diente in diesem Bereich als Außenschale.

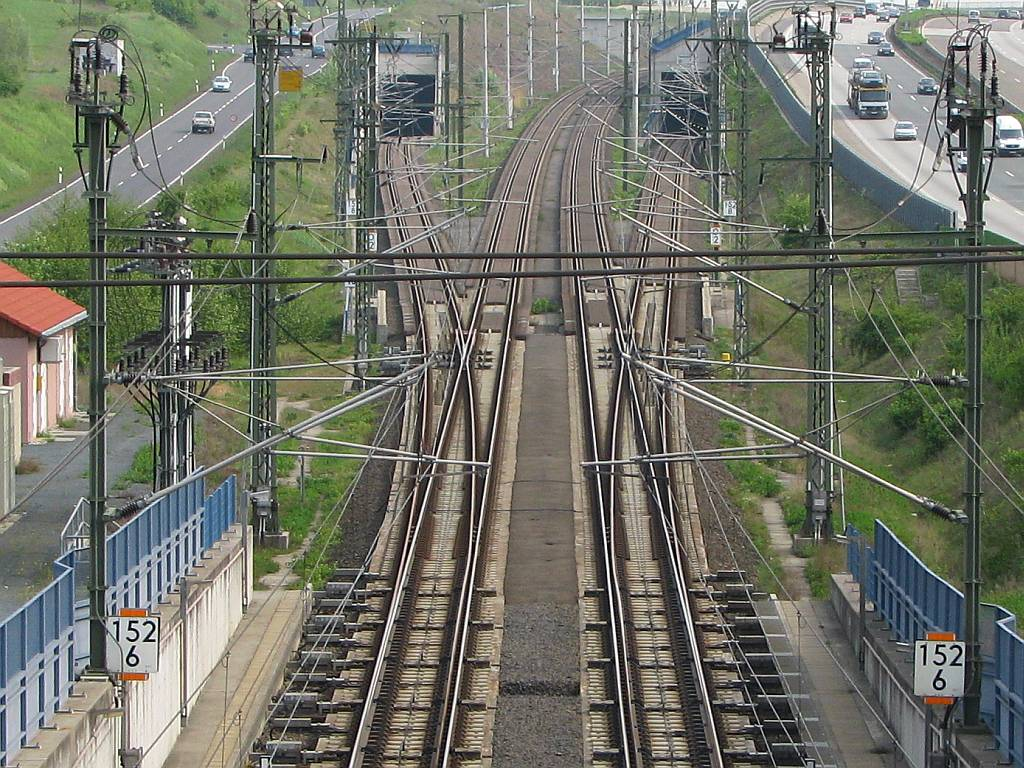
Die beiden nördlichen Portale des Tunnels am Abzweig Breckenheim, die beiden Schnellfahrgleise Richtung Frankfurt Flughafen.

Aufgrund der schwierigen geologischen Verhältnisse (toniges Kies-Sand-Gemisch) wurden die Röhren – als einziger Tunnel der Neubaustrecke – per Schildvortrieb vorgetrieben. Dazu kam eine Schildvortriebsmaschine von 40 m Länge, 11,5 m Durchmesser und 460 t Gewicht zum Einsatz. Der Vortrieb erfolgte durch 25 Hydraulikpressen mit einer Gesamtvorschubkraft von 6.150 Tonnen. Mit der Maschine wurden die beiden Mittelabschnitte von 760 bzw. 992 Metern Länge unterfahren. Der Ausbruchsquerschnitt lag bei 104 m². Die temporäre Sicherung der Röhre erfolgte mittels wasserundurchlässiger Tübbings, die mit einem Spezialbagger montiert wurden. Sechs je 1,20 m breite und 6 m lange Betonelemente bilden jeweils einen Tübbing. Der endgültige Ausbau erfolgte mittels einer 45 cm dicken, druckwasserdichten Stahlbeton-Innenschale aus B25/B35-WU-Beton. Der 10 m lange Schild wurde in Takten von je 1,20 m ins Erdreich eingeschoben. Je zwei Spezialbagger auf jeder Ebene trugen Material ab. Das Material wurde anschließend über Förderbänder auf Lastwagen verladen und anschließend aus dem Tunnel gebracht.
Zu Beginn des Vortriebs kam es zu Nachbrüchen aufgrund unerwarteten lockeren Materials. Auf einer Länge von 15 m wurde, im Anschluss an die erste Schildfahrt, das Gebirge eingefroren, bis festere Bereiche erreicht waren. Beim Vortrieb der zweiten Röhre wurde der Berg mittels eines doppelten Rohrschirms gesichert; positiv wirkten sich Modifikationen an der Schildmaschine sowie günstigere Baugrundverhältnisse aus.
Während der Bauphase des Tunnels wurden weitere Bauwerke in dessen Umgebung errichtet, u. a. die darüber laufende Schnellfahrstrecke. Ein umfassendes Messprogramm wurde eingerichtet, um Oberflächenverformungen – insbesondere im Hinblick auf die setzungsempfindliche Feste Fahrbahn – zu vermeiden.
Die untere Hälfte des Notausgangs-Schachtes wurde in bergmännischer, die obere Hälfte in offener Bauweise errichtet. An seiner Oberkante wurde das Gelände abgesenkt.
Nach neunmonatiger Bauzeit wurde der Tunnel Mitte Juli 1999 durchgeschlagen. An der zweiten Röhre des Tunnels erfolgte der letzte Durchschlag der sieben Röhren im Baulos C. Die Bauzeit lag bei insgesamt dreieinhalb Jahren.
Am 22. Oktober 1999 fand ein Tag der offenen Tür auf der Baustelle statt.
Der Schildmantel wurde im Berg belassen und das Zerlegen der Maschine damit vermieden.